# Bombardier Challenger 300
Bombardier Challenger 300 — пассажирский самолёт повышенной комфортабельности, служит в деловой авиации для трансконтинентальных перелётов. Выпускается канадской компанией «Bombardier Aerospace» с 2004 года.

## История
Впервые проект «Challenger 300» был представлен на международном авиасалоне в Ле Бурже 13 июля 1999 года под названием Bombardier Continental. В сентябре 2002-го был переименован, а в январе 2004 года началась его коммерческая эксплуатация.

## Лётно-технические характеристики

### Технические характеристики
- Экипаж: 2 пилота
- Пассажировместимость: 8 - 9 человек
- Длина: 20,92 м
- Размах крыла: 19,46 м
- Высота: 6,2 м
- Масса пустого: 10591 кг
- Максимальная взлётная масса: 17622 кг
- Полезная нагрузка: 1519 кг
- Двигатели: 2 × Honeywell HTF7000 с тягой по 30,4 кН каждый

### Лётные характеристики
- Крейсерская скорость: 850 км/ч
- Максимальная скорость: 870 км/ч
- Максимальная дальность: 5676 км
- Практический потолок: 14000 м
- Расход топлива: 920 л/час при крейсерской скорости.